# Nga Thái
Nga Thái là một xã thuộc huyện Nga Sơn, tỉnh Thanh Hóa, Việt Nam.

## Thông tin địa lý
Xã Nga Thái có diện tích: 7,55 km². Theo Tổng điều tra dân số năm 1999, xã Nga Thái có dân số 6.252 người.
Xã Nga Thái nằm ở phía đông huyện Nga Sơn. Địa giới hành chính như sau: 
- Phía đông giáp xã Nga Phú, huyện Nga Sơn và xã Kim Mỹ, huyện Kim Sơn, tỉnh Ninh Bình (ranh giới tự nhiên là sông Càn);
- Phía nam giáp xã Kim Mỹ và thị trấn Bình Minh, huyện Kim Sơn và xã Nga Tiến, huyện Nga Sơn;
- Phía tây giáp các xã Nga An và Nga Liên, huyện Nga Sơn;
- Phía bắc giáp các xã Nga An và Nga Phú, huyện Nga Sơn.

## Hành chính
Năm 1977, huyện Nga Sơn sáp nhập với huyện Hà Trung thành huyện Trung Sơn, xã Nga Thái thuộc huyện Trung Sơn. Năm 1982 huyện Trung Sơn chia tách thành hai huyện như cũ, xã Nga Thái lại thuộc huyện Nga Sơn.
Xã Nga Thái ngày nay gồm các thôn:
| STT | Tên thôn/xóm/ấp/khu phố | Mã bưu chính |
| --- | ----------------------- | ------------ |
| 1   | Thôn 1                  | 443751       |
| 2   | Thôn 2                  | 443752       |
| 3   | Thôn 3                  | 443753       |
| 4   | Thôn 4                  | 443754       |
| 5   | Thôn 5                  | 443755       |
| 6   | Thôn 6                  | 443756       |
| 7   | Thôn 7                  | 443757       |
| 8   | Thôn 8                  | 443758       |
| 9   | Thôn 9                  | 443759       |